# Franz Burmeister
Franz Joachim Burmeister (* 29. Oktober 1633 in Lüneburg; † 21. April 1672 ebenda) war ein deutscher evangelischer Kirchenlieddichter.

## Leben
Franz Burmeister war der Sohn des Kantors an St. Michaelis in Lüneburg Anton Burmeister und seiner Ehefrau Dorothea Pörtken. Ein Onkel väterlicherseits war der Musiktheoretiker Joachim Burmeister.
1660 wurde Burmeister von seinem Freund Johann Rist in den Elbschwanenorden aufgenommen. 1670 bekam er für einige Monate eine Anstellung als Prediger an St. Michaelis in Lüneburg. Viele seiner Kirchenlieder sind von Johann Rudolph Ahle in Musik gesetzt worden. Das bekannteste darunter ist das Lied Es ist genug, welches vor allem durch die Vertonung Johann Sebastian Bachs in seiner Kantate BWV 60 O Ewigkeit, du Donnerwort, BWV 60, und der Wiederverwendung des Bachsatzes durch Alban Berg in dessen Violinkonzert Musikgeschichte geschrieben hat.
Am 21. April 1672 starb Franz Burmeister mit 38 Jahren in seiner Heimatstadt Lüneburg.